# Fare l'amore (saggio)
Fare l'amore è un libro scritto da Eric Berne, pubblicato nella prima edizione in lingua inglese con il titolo Sex in Human Loving nell'anno 1970.
Il contenuto del libro è ripreso dalle lezioni di psicologia del sesso svolte da Berne all'Università della California, e coinvolge il lettore in un percorso indirizzato verso il benessere sessuale, raggiungibile grazie ad una maggiore comprensione degli atti, dei comportamenti e delle relazioni umane comprensive dei rapporti sessuali.
L'autore, nelle prime pagine del libro, presenta una lunga serie di definizioni dell'atto sessuale, riferite sia agli animali sia agli umani e per quanto riguarda questi ultimi sia definizioni fredde sia quelle calde. Di seguito Berne affronta la tematica della oscenità legata al tatto, al gusto e all'odorato, ma soprattutto allo stile di vita, al divertimento, e all'amore. L'educazione sessuale per i bambini e per gli adulti è un argomento fondamentale che dischiude al lettore informazioni storiche sulle scuole indiane e arabe.
Nel secondo capitolo vengono descritti i vari significati e scopi del sesso nell'amore e nella vita degli umani, dalla fecondazione al passatempo, dall'estasi all'incentivo alla felicità e al lavoro, e la valutazioni che il mondo della scienza e della religione offrono del sesso.
Berne non si limita solo agli aspetti psicologici della sessualità, ma affronta anche quelli biologici, anatomici e funzionali, incominciando dalla descrizione degli organi sessuali maschili e femminili, continuando con le teorie sull'erezione, sulla potenza virile e femminile, sull'orgasmo, sui possibili utilizzi dei genitali nell'ambito del tempo quotidiano e sulle deviazioni.
Nella seconda parte del libro, Berne riprende le teorie ed i concetti basilari dell'analisi transazionale, proponendo i tre stati dell'io, ossia "Genitore", "Adulto" e "Bambino" ed i tipi di relazioni possibili, da quella simmetrica a quella asimmetrica e di sfruttamento, dai rapporti sessuali basati sull'ammirazione a quelli basati sull'affetto o sull'amicizia o sull'intimità o sull'amore.
Berne non trascura l'importanza della programmazione di vita parentale o scripts, inculcata ai bambini sin dai primi mesi di vita, classificati dall'autore in sei gruppi principali: "Mai", "Sempre", "Finché", "Dopo", "Più e più Volte", "Punto e Basta".
Uno dei capitoli più interessanti è quello riguardante i giochi sessuali, tra i quali la "Violenza carnale", la "Porta del frigorifero", l'"Agenda" e il "Sandwich". L'autore si sofferma a spiegare il senso e l'utilità dei giochi sessuali, come il bisogno di placare desideri e fissazioni, la possibilità di instaurare contatti intimi particolari nella vita privata, l'opportunità di intessere dialoghi su argomenti esterni, la capacità di soddisfare la fame di stimolo, la fame di riconoscimento, la fame di struttura.
Il libro termina con brevi approfondimenti sulla visione della sessualità dal punto di vista dell'etica, nella prospettiva del matrimonio e dell'intimità, e nel perseguimento del benessere; in quest'ultimo argomento, Berne valuta i benefici ed i rischi medico-sanitari apportati dai rapporti monogami e promiscui.

## Edizioni
- Eric Berne, Fare l'amore, Bompiani, 1987,  pp.255 cap.9.